# Christophe Pajot
Pour les articles homonymes, voir Pajot.
Christophe Pajot, né le 30 juin 1844 à Ainay-le-Vieil (Cher) et mort le 5 février 1929 à Paris, est un homme politique français.

## Biographie
Vétérinaire à Saint-Amand-Montrond, il est conseiller municipal de 1872 à 1885, puis conseiller général du canton de Sauzais-le-Potier en 1885.
Député du Cher de 1885 à 1910, il siège à Gauche. Il est questeur de la Chambre de 1902 à 1910. Battu en 1910, il devient sénateur du Cher de 1921 à 1929.